# Minna Peschka-Leutner
Minna Peschka-Leutner, née Minna von Leutner, née le 25 octobre 1839 à Vienne et morte le 12 janvier 1890 à Wiesbaden, est une chanteuse d'opéra autrichienne.
Sa voix, une soprano de grand volume, une étendue et une agilité extraordinaires, une bonne exécution combinée à un jeu d'acteur et une apparence agréable, la rendent très populaire dans les principales villes de son pays, où elle est une favorite des festivals et des concerts, ainsi que sur scène.

## Biographie

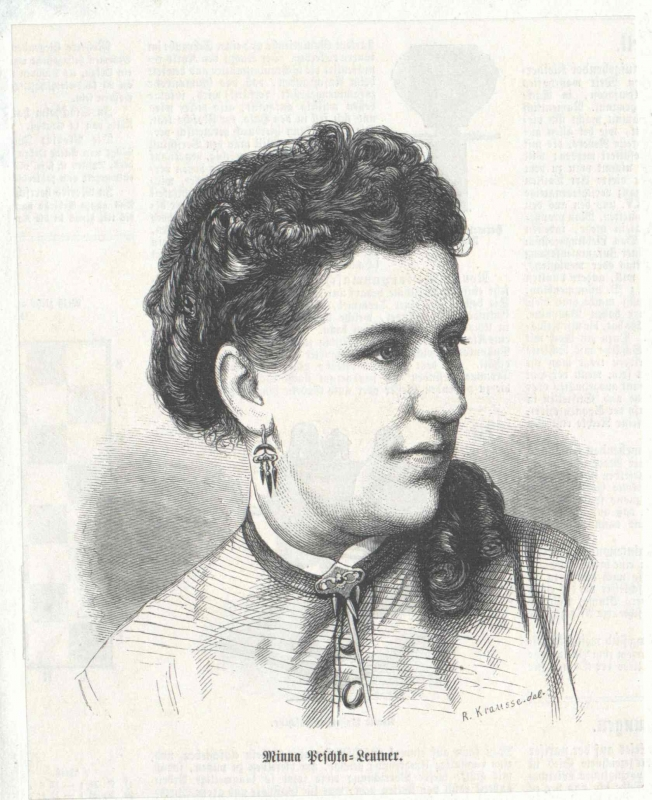
Minna Peschka-Leutner

Minna von Leutner est formée à l'opéra par Heinrich Proch, Kapellmeister du Theater in der Josefstadt de Vienne. En 1856, elle commence sa carrière à Breslau dans le rôle d'Agathe du Freischütz. Elle connaît un grand succès, grâce à sa voix de soprano légère, à son goût naturel et à son intelligence de la scène. 
De Breslau elle passe à Dessau, en 1857, devient membre du Hoftheaters (de) de Dessau, puis se rend à Vienne, où elle se marie avec le médecin viennois Johann Peschka en 1861. À Vienne, elle  travaille pendant deux années avec Anna Bochkoltz. En 1863, elle débute comme invitée au Wiener Staatsoper, où le public lui fait fête dans le rôle de Marguerite des Huguenots, et où elle chante successivement Robert le Diable, Don Giovanni, la Flûte enchantée, L'Africaine et divers autres ouvrages. 
En 1867, après plusieurs années passées à Vienne, elle prend un engagement à Lemberg, puis passe au Staatstheater de Darmstadt. 
Elle accepte une invitation à Leipzig pour chanter dans un concert du Gewandhaus, les récitatifs et les arias de la Reine de la nuit : O zittre nicht, mein lieber Sohn de la Flûte enchantée de Mozart, elle reçoit de tels applaudissements que le directeur Witte du Stadttheater de Leipzig lui offre immédiatement un contrat avec 4000 thalers comme première colorature. Elle commence le 1er août 1868 et  continue de rencontrer le succès au théâtre, notamment avec sa création du rôle d'Ophélie dans Hamlet d'Ambroise Thomas,  mais aussi à l'opéra avec les concerts du Gewandhaus, comme chanteuse de lieder et d'oratorios où elle reste jusqu'en 1876. 
Peschka-Leutner visite l'Angleterre en 1872, et chante, le 20 mars, à la Philharmonic Society of London , et au Crystal Palace. À l'automne de la même année, elle se rend aux États-Unis, et chante au Festival de Boston avec un très grand succès.
Elle chante au festival de Düsseldorf en 1875. En 1877 elle se rend à Hambourg. En 1879, elle réapparaît à Leipzig pour une courte saison d'opéra sous la direction de M. Julius Hoffmann, et joue avec beaucoup de succès le titre de Almira de Haendel. En juillet 1880, elle prend de nouveau un engagement sous la direction de M. Julius Hoffmann. Grâce à ses compétences exceptionnelles de soprano colorature, Minna Peschke-Leutner acquiert une renommée internationale, ce qui l'amène en 1872 et 1881 à voyager en Amérique. Elle se fait entendre encore dans d'autres villes, notamment à Cologne, jusqu'en 1883. En 1887, elle prend sa retraite de la scène.